# MBC 5시 뉴스와 경제 목포·전남
《5시 뉴스와 경제 목포·전남》은 목포MBC TV에서 매주 평일 오후 5시에 방송 중인 전남 지역 저녁 경제 종합 뉴스 프로그램이다.

## 개요
5시 목포 뉴스와 경제로 읽는다.

## 앵커
| 대수 | 진행자             | 진행 기간                   | 비고  |
| ---- | ------------------ | --------------------------- | ----- |
| 1대  | 김태준 前 아나운서 | 일자 미상 ~ 일자 미상       | [ 2 ] |
| 2대  | 정지원 아나운서    | 일자 미상 ~ 2023년 3월 26일 | [ 3 ] |
| 임시 | 최다훈 아나운서    | 2023년 3월 27일             |       |
| 3대  | 허연주 아나운서    | 2023년 3월 28일 ~ 현재      | [ 4 ] |

## 경쟁 프로그램
- KBS 뉴스 7 광주·전남 (KBS 광주 1TV)
- kbc 뉴스와이드 (kbc TV)